# Veliki Podlog
Veliki Podlog este o localitate din comuna Krško, Slovenia, cu o populație de 263 de locuitori.